# Abu Qubays
Abu Qubays (tiếng Ả Rập: أبو قبيس cũng đánh vần là Abu Qobeis, Abu Qubais hoặc Bu Kubais; còn được gọi là Qartal) là một lâu đài thời trung cổ trước đây và hiện là một ngôi làng có người ở phía tây bắc Syria, một phần hành chính của Tỉnh Hama, nằm ở phía tây bắc của Hama. Nó nằm ở đồng bằng al-Ghab, phía tây sông Orontes. Các địa phương lân cận bao gồm Daliyah 21 km về phía tây, al-Laqbah ở phía nam, Deir Shamil ở phía đông nam, Tell Salhab về phía đông bắc và Nahr al-Bared về phía đông bắc. Theo Cục Thống kê Trung ương Syria (CBS), Abu Qubays có dân số 758 người trong cuộc điều tra dân số năm 2004. Cư dân của nó chủ yếu là Alawites.

## Lịch sử

### Thời trung cổ
Abu Qubays ban đầu được người Ả Rập xây dựng trong thời kỳ Abbasid và được củng cố thêm bởi Byzantines vào cuối thế kỷ thứ 10. Lâu đài có hình tròn, tương đối nhỏ và nhìn ra sông Orontes. Trong chiến dịch thứ hai chống lại Syria do hoàng đế Byzantine Basil II nắm giữ, Abu Qubays đã bị đốt cháy cùng với một số pháo đài khác ở tỉnh Homs.
Sau cuộc chinh phạt của quân Thập tự chinh Levant ven biển vào năm 1099, chỉ huy Fatimid Iftikhar ad-Daula rời bỏ vị trí của mình ở Jerusalem và chuyển đến Abu Qubays, nơi ông trở thành lãnh chúa, cùng với các lâu đài của Qadmus và al-Kahf. Những người cai trị Abu Qubays, cụ thể là Iftikhar và gia đình ông, duy trì thu nhập cao và tầm vóc xã hội tương tự như các lãnh chúa từ gia đình Banu Munqidh của pháo đài Shaizar ở phía nam. Người Ismailis (lúc đó được gọi là "Sát thủ") đã mua Abu Qubays, cũng như Qadmus và al-Kahf, từ Ibn Amrun, người cai trị địa phương của gia đình Banu Munqidh, tại những năm 1130  Thập tự quân gọi nó là Bokabeis. Các Ismailis của Abu Qubays trả tỏ lòng tôn kính hàng năm cho Knights Hospitaller của Margat (Qal'at Marqab),  một trật tự quân Crusader nổi bật, bao gồm 800 mảnh vàng và một số cố định của giạ lúa mạch và lúa mì.
Nasih al-Din Khumartekin, một thành viên của giới quý tộc Banu al-Daya và chúa tể của Abu Qubays-mà không còn trong tầm kiểm soát-cảnh báo Ismaili Ayyubid sultan Saladin của một nỗ lực ám sát chống lại ông bởi Ismailis trong cuộc bao vây không thành công chống lại Zengid-held Aleppo vào ngày 11 tháng 5 năm 1175. Khumartekin, người ở trong trại Saladin, đã bị giết bởi nhóm sát thủ sau khi thẩm vấn họ khi họ đến gần trại. Saladin đã xoay xở để tránh bị tổn hại khi họ lao về phía anh ta và những kẻ tấn công đã bị giết bởi những người bảo vệ của Saladin. Năm 1176, Sabiq al-Din đã được Saladin giao cho Abu Qubays và Shaizar sau khi giải thoát ông khỏi nhà tù Zengid ở Aleppo vì chống lại sự lên ngôi của al-Salih Isma'il al-Malik làm người cai trị thành phố đó. Đến năm 1182, Mankarus, con trai của Khumartekin, là chúa tể của Abu Qubays và từng là chỉ huy của quân đội Saladin ở Hama.

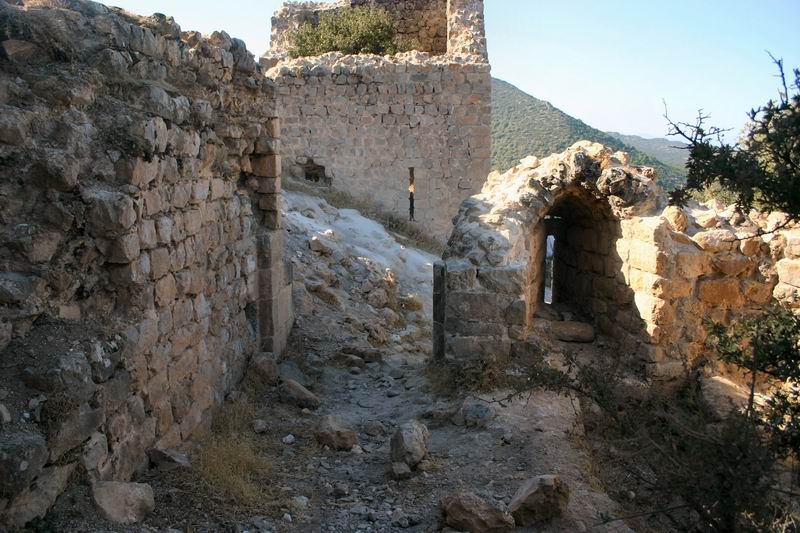
Khu vực bên trong pháo đài, 2004

Vào năm 1222, lãnh chúa Shjar Yemen của Sinjar, al-Makzun al-Sinjari, đã lãnh đạo một lực lượng khoảng 50.000 chiến binh để hỗ trợ Alawites của khu vực ven biển chống lại các đối thủ người Kurd của họ sau khi sau đó đã giết một số người Alawite ăn mừng Nowruz trong Pháo đài Sahyun. Một trong những pháo đài mà anh ta chiếm được trong cuộc chinh phạt tiếp theo là Abu Qubays. Năm 1233 al-Aziz Muhammad, nhà cai trị Ayyubid của Aleppo và người kế vị của az-Zahir Ghazi, đã chấm dứt sự cai trị bán tự trị của Banu al-Daya, người đã chiếm lại pháo đài của họ, buộc lãnh chúa của họ là Shihab al-Din từ bỏ cả Abu Qubays và Shaizar sau khi al-Aziz giảm nhẹ bằng cách không tuân thủ đầy đủ yêu cầu cung cấp. Anh ta được phép giữ tài sản của mình Aleppo để đổi lại việc không đưa ra sự kháng cự với quân đội Ayyubid. Nhà địa lý học người Ả Rập sinh ra ở Damascus, al-Dimashqi, đã ghi nhận vào năm 1300, dưới thời cai trị của Mamluk, Abu Qubays là một trong một số pháo đài do người Ismailis nắm giữ và đây là một phần của Tỉnh Tripoli.

### Thời kì Ottoman

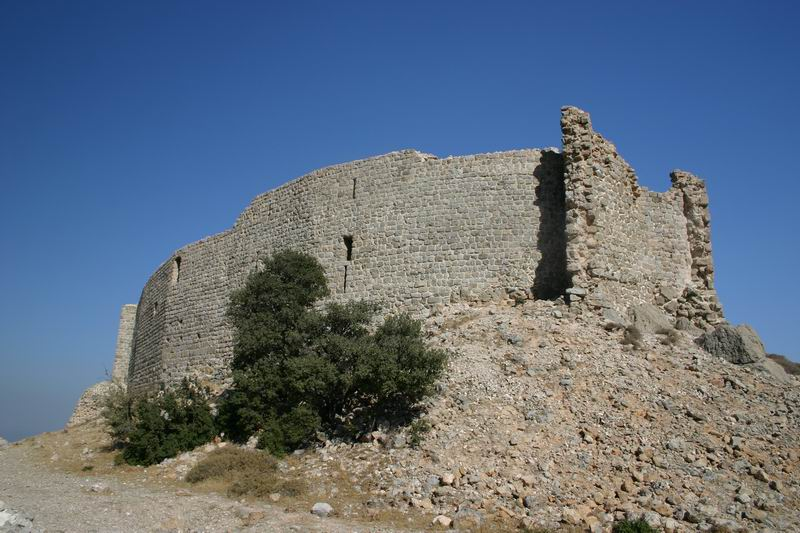
Bức tường phòng thủ bên ngoài của pháo đài, 2004

Levant đã bị Đế quốc Ottoman chinh phục vào năm 1516 sau khi lực lượng của Sultan Selim I quyết định đánh bại Vương quốc Mamluk tại Marj Dabiq. Sau khi vào Aleppo, Sultan Selim đã tiến hành một chiến dịch quân sự chống lại người Alawite, triệu tập và xử tử 9.400 nhà lãnh đạo Alawite và đánh đuổi dân số Alawite khỏi các thành phố ven biển Latakia và Jableh. Không thể khuất phục người Alawite ở dãy núi An-Nusayriyah, vùng trung tâm của họ, ông đã phái hàng ngàn bộ lạc Turkic từ Anatolia và Khurasan đến khu vực định cư, thành lập một số trong số họ trong một số pháo đài chiến lược nhất của khu vực miền núi, bao gồm cả ở Abu Qubays, được gọi là Qartal.
Chiến lược của Selim cuối cùng đã thất bại trong dài hạn khi nhiều bộ lạc trong số này, đặc biệt là người Hồi giáo Shia ở Thổ Nhĩ Kỳ, đã đồng hóa với dân số Alawite. Người Thổ Nhĩ Kỳ ban đầu cư trú tại Abu Qubays và là người Alawite trong thời đại ngày nay, sau đó được biết đến với cái tên "Qaratila", lấy tên từ "Qartal". Vào năm 1785, cư dân của Abu Qubays đã không thể trả thuế đất của họ và kết quả là, họ đã bán một phần ba đất nông nghiệp của mình cho một người theo đạo Cơ đốc ở Hama, đáp ứng số tiền nợ của kho bạc nhà nước.

## Kiến trúc
Lâu đài tại Abu Qubays hiện đang trong tình trạng hoang tàn, nhưng phần lớn vẫn còn cho thấy những đặc điểm kiến trúc đặc trưng của pháo đài Ismaili, cụ thể là công trình xây dựng quy mô nhỏ và không đều. Nó có hình tròn và bao gồm một bức tường phòng thủ bên ngoài với năm tòa tháp, một khu vực bên trong nhỏ để cung cấp và cư trú và nhiều phòng lưu trữ dưới mặt đất. Khu vực lưu trữ bên trong được tạo thành từ một số phòng, buồng hình vòm và tàn tích của một tòa tháp. Lâu đài nằm trên một sườn dốc phía đông của dãy núi An-Nusayriyah, được bao quanh bởi những cây ô liu và nhìn ra đồng bằng al-Ghab bên dưới.